# 즈둔스카볼라군

우치주 지도에 표시된 즈둔스카볼라군의 위치

즈둔스카볼라군(폴란드어: powiat zduńskowolski)은 폴란드 우치주에 위치한 군으로 군청 소재지는 즈둔스카볼라이며 면적은 369.19km2, 인구는 67,704명(2006년 기준), 인구 밀도는 180명/km2이다.
북쪽으로는 포뎅비체군, 동쪽으로는 와스크군, 서쪽으로는 시에라츠군과 접한다. 4개 지방 자치체(1개 도시, 1개 도시형 농촌, 2개 농촌)를 관할한다.

군기
군 문장